# Henry Wallman
Henry (Hank) Wallman, född 24 januari 1915 i New York, död 1992, var en amerikansk-svensk matematiker och elektrotekniker.

## Biografi
Wallman doktorerade vid Princeton University 1937 under Solomon Lefschetz och var sedan anställd vid Massachusetts Institute of Technology. Åren 1948–1950 var han gästprofessor vid  Chalmers tekniska högskola, där han 1955 blev professor i tillämpad elektronik och 1967 i medicinsk elektronik. Han utnämndes till medicine hedersdoktor vid Göteborgs universitet 1968.
Han blev ledamot av Ingenjörsvetenskapsakademien 1960 och av Vetenskapsakademien 1970.